# Daichi Soga
Daichi Soga (japanisch 曽我 大地 Soga Daichi; * 10. März 1998 in Fukuyama) ist ein japanischer Fußballspieler.

## Karriere
Soga erlernte das Fußballspielen in der Jugendmannschaft von Gainare Tottori. Seinen ersten Vertrag unterschrieb er 2015 bei Gainare Tottori. Der Verein spielte in der dritthöchsten Liga des Landes, der J3 League. Für den Verein absolvierte er 12 Ligaspiele. 2019 wechselte er zu FC Tiamo Hirakata. 2020 wechselte er zum Regionalligisten Fukuyama City FC.